# Citizens United
Citizens United (a veces traducido literalmente a Ciudadanos Unidos) es una organización estadounidense conservadora sin ánimo de lucro, establecida como grupo de interés o de defensa político, que tiene como objetivo traspasar funciones de gobernabilidad del Gobierno a la ciudadanía, o, según sus propios estatutos, «devolver el control del Gobierno de Estados Unidos a los ciudadanos a través de la educación, la promoción y las comunidades de base (grassroots)». Según la organización, su finalidad es «reiterar los valores americanos tradicionales de gobierno limitado, libertad de empresa, familia fuerte, soberanía popular y seguridad nacional». La organización dio sus primeros pasos durante la campaña electoral de 1988.

## Acciones políticas
Citizens United es una organización de políticas conservadoras, que aboga por resaltar actuaciones polémicas de sus adversarios mediante campañas negativas, acciones legales, producción de material audiovisual y la celebración de mítines y eventos multitudinarios. Ya en 1988 dirigió una efectiva campaña contra el candidato demócrata Michael Dukakis, y más tarde volvería a hacerlo con Bill Clinton, John Kerry y Al Gore. La organización es crítica también con las Naciones Unidas.
Debido a que está definida como un grupo de interés político, las donaciones que recibe la organización no son exentas de impuestos y no pueden ser anónimas. En 2008, el fiscal general de Nueva York, Eric Schneiderman, solicitó que Citizens United revelara la identidad de todos sus donantes. La organización llevó el caso a los tribunales, con una demanda particular contra Schneiderman, pero perdió el caso.
Citizens United dirigió una campaña contra el filme Fahrenheit 9/11 de Michael Moore, denunciando tanto su contenido como la cantidad de publicidad que tuvo en los medios en plena campaña electoral. Cuando la comisión electoral falló que el largometraje no violaba la normativa sobre campañas electorales, la organización produjo su propio filme llamado Celsius 41.11. Sin embargo, en este caso la comisión falló que la emisión financiada de dicha producción consistía una financiación ilegal corporativa de campaña.
Durante la campaña electoral de 2008, Citizens United produjo un documental muy crítico con Hillary Clinton, titulado Hillary: The Movie (Hillary: La Película). Temiendo una prohibición de su emisión por parte de la comisión electoral, similar a las anteriores, la organización optó por lograr una jurisprudencia federal mediante una apelación al Tribunal Supremo de Estados Unidos que más tarde daría pie a la sentencia de Citizens United vs. la Comisión Electoral Federal.
En su campaña presidencial de 2016, Donald Trump nombró subdirector de campaña al presidente de Citizens United, David Bossie, quien defendió a Trump en múltiples apariciones televisivas. Bossie mantiene lazos de amistad con numerosas personas.de la Administración Trump, incluido Steve Bannon, a quien él mismo había presentado a Trump en 2011.

## Citizens United vs. la Comisión Electoral Federal
Citizens United se hizo notoria en 2010 tras ganar el caso contra la Comisión Federal de Elecciones, con una sentencia histórica dictada por el Tribunal Supremo de Estados Unidos que permitió la participación de empresas en campañas electorales. La sentencia sostuvo que la Primera Enmienda a la Constitución, que protege la libertad de expresión, prohíbe al gobierno limitar las donaciones políticas de empresas y sindicatos.

## Producciones
Citizens United dedica una parte importante de sus recursos a la producción de material audiovisual (documentales, largometrajes y vídeos de promoción). Hasta la fecha se han producido los siguientes 25 documentales de largometraje (títulos en inglés):
- ACLU: At War with America
- America at Risk
- Battle for America
- Blocking 'The Path to 9/11'
- Border War: The Battle Over Illegal Immigration
- Broken Promises: The UN at 60
- Celsius 41.11
- A City Upon a Hill
- Fast Terry
- Fire From the Heartland: The Awakening of the Conservative Woman
- Generation Zero
- The Gift of Life
- Hillary: The Movie
- The Hope and the Change
- HYPE: The Obama Effect
- Nine Days that Changed the World
- Occupy Unmasked
- Perfect Valor
- Rediscovering God in America
- Rediscovering God in America II: Our Heritage
- Rocky Mountain Heist
- Ronald Reagan: Rendezvous with Destiny
- We Have the Power: Making America Energy Independent
- Torchbearer